# 遜色急行
遜色急行（そんしょくきゅうこう）は、 急行列車で使用することを想定していない鉄道車両を用いて運転された、車両が一段格落ちの急行列車を揶揄した、主に鉄道ファンによる俗称。
この呼称は鉄道友の会誌『railfan』1978年8月号が初出ではないかと推測されており、その後鉄道友の会会員の寺本光照が自著や鉄道書籍物内での記事で多用するようになってから、一般に知られるようになった。
当項目では以下のものについても解説する。
- 私鉄の有料急行列車において遜色のある車両を使用した事例[注 2]。
- 特急列車・準急列車において遜色のある車両を使用した事例。
- 世界各国の優等列車における遜色列車の事例。
- 対比語である 乗り得列車（のりとくれっしゃ）。

## 概要
1960年代から1970年代にかけては、準急・急行列車が多く設定されており、急行形車両も不足気味であったため、普通列車用の一般形や近郊形車両が定期の優等列車に使用されることがあった。また、国鉄内部で「波動輸送」と呼ばれる、帰省ラッシュ時に運転される臨時急行にも、各客貨車区からかき集められたスハ32系をはじめとする戦前製の経年車や、居住性と乗り心地が劣る「鋼体化客車」やロングシート改造車が充てられることがあった。
しかし、通常なら料金不要の車両に対して急行料金を課すことは、接客サービスの低下を意味する。かつての準急列車が到達時分の短さ（速さ）を一番のセールスポイントとし、車両の質が落ちることの代償として、急行料金に比べて安価な準急行料金が設定されていた経緯を考慮しても、これらの代用車両列車はなおそれ以下の水準とみられたことから、このように呼ばれるようになった。

## 要因
このような急行列車が運転されることに至った主な要因としては、以下のことが挙げられる。

### 1.急行形車両の絶対数不足
ダイヤ改正毎に急行列車の増発や新設が行われて来たが、急行形車両の製造はほとんどが1970年代で終了しており、車両需給の関係から充当可能な車両の絶対数が不足していた。この時代以後に優等（有料）列車での使用を前提として新製された一般形車両は、北海道の急行「礼文」・「大雪」（新造後の臨時のみ）に使用されたキハ54形急行仕様車、急行「陸中」に使用されたJR東日本キハ110系0番台程度となる。

### 2.単行運転可能な急行形車両の不在
急行形車両は、それまで使用していた在来形客車を置き換える目的で誕生し、長大編成での使用を前提としたため、ローカル線での輸送需要の小ささに対応できる優等列車向けの適当な車両がなかった。1両での運転（単行運転）となる場合、1980年代以前の急行形気動車には単行運転が可能な両運転台車両は存在せず、必然的に単行での運転が可能な一般形気動車を使用することになる。以後も、単行運転が可能で、かつ急行列車に適する水準の接客設備を備えた車両は、前述のキハ54形急行仕様車とキハ110系0番台・300番台しか製造されていない。

### 3.送り込み運用との兼ね合い
首都圏特有の事情として、ラッシュ時にターミナル駅を発着する優等列車を送りこむ際、1本でも営業列車を多く設定したいがために回送列車の設定は難しく、また急行形車両はデッキ付2扉車ということもあり、ラッシュ輸送には適さないことから、やむを得ず一般形車両を充当せざるを得ない事情もあった。

### 4.特定の乗客層への絞り込み
本来快速で設定するような列車であっても、その列車のターゲットとなる乗客層への絞り込みを行なう（目的の旅客以外を制限する）ため、料金が必要な急行として運転したケースも、臨時列車を中心に見られた。九州旅客鉄道（JR九州）では臨時急行「ふるさとライナー」に715系・811系を使用したことがあるほか、西日本旅客鉄道（JR西日本）でも221系の落成当時に臨時急行として使用した例がある。

### 5.急行用車両の陳腐化
本来急行向けに製造された車両を急行列車に使用していても、サービス水準が時代にそぐわなくなっていったケースもある。この場合は「時代遅れの急行」として扱われるケースも多い。

### 6.普通・快速列車用車両の水準向上
見解が分かれるが、上記とは逆に、普通・快速列車用の一般・近郊形車両の接客設備が従来の急行用を上回る水準が当然となった時代に一般・近郊形車両を急行に充当したため、優れた車内設備と走行性能を持っている車両であるにもかかわらず、遜色扱いされる場合がある。1970年代に登場したキハ66・67形は転換クロスシートを備えた近郊形車両が国鉄ではまだ珍しい時代であったため、急行として使用しても遜色急行扱いされなかったのに対し、当時の車両より質が向上しているはずのキハ75形が使用された「かすが」が遜色急行扱いを受けていたケースがある。その理由は、前任の58系気動車時代末期にリクライニングシート改造を施工した専用車両が使われていたことと、キハ75形車両が「かすが」に充当されることとなった当時、既に普通列車の設備水準が上がり、中京圏や近畿地方ではJRでも転換クロスシートや空気ばね台車が一般化していたことによる。

## 遜色急行と呼ばれた定期列車

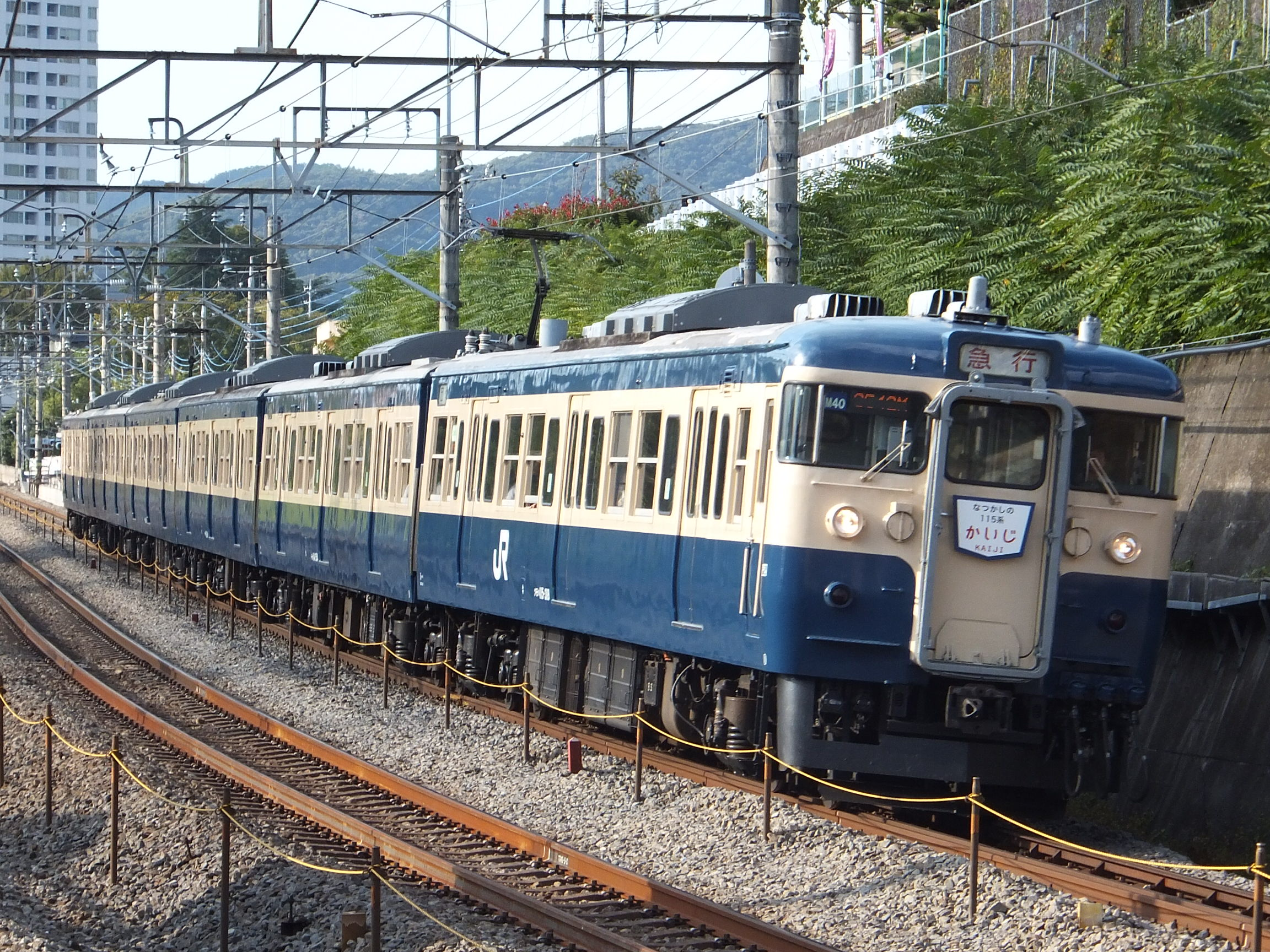
急行「かいじ」に使用されたこともある115系（写真は2012年に運行された「なつかしの115系かいじ」）

- 「しれとこ」・「くなしり」・「らうす」（釧網・標津線系準急列車）
「らうす」新設当時の1962年5月から、翌1963年10月の液体式気動車への置き換えまでの間、普通列車と共通運用の戦前型機械式気動車キハ05形が使われていた。国鉄機械式気動車が有料優等列車に使われた唯一のケースである。車体・座席幅が狭く背ずりも低いうえにその間隔も大正時代の木造客車レベルという状態で、トイレ設置改造で辛うじて長距離運用に対応していたが、1960年代初頭としても優等列車用車両の水準から著しく逸脱したものであった。なお、以後もキハ22形と共通運用のキハ21形気動車が充当されることがあった。
- 「いなわしろ」
会津線・只見線への乗り入れ編成がキハ52形気動車の単行であった。当時の鉄道関係書籍では、「たった1両の急行」として珍重されていた節もある。このために、当時の国鉄が一般形気動車の首都圏色化を進めながら、「いなわしろ」の運用を持つ小牛田機関区所属のキハ52 126 - 128・143に識別のため敢えて朱色とクリーム色という旧国鉄標準色で残したと言う話もある。事実これらのキハ52形は、いずれも盛岡転属後まで旧国鉄標準色を維持した[注 11]。キハ23形気動車も只見線内単行運転の急行「いなわしろ」の季節列車に使われていた。
- 「ときわ」
本来451・453系を充当すべきところ、新製455系の両数不足と冷房改造工事による車両不足から、1968年10月1日から1978年10月1日まで、臨時列車と定期列車1往復に「赤電」こと近郊形の401系・403系電車を使用。コイルばね台車の乗り心地の悪さや冬季の隙間風に加え、車内騒音が大きい、座席が小さい上にシートピッチが狭い、非冷房の確率が高い[注 12]、もとより座席数も少なかった。また設定期間が長期であったことと、利用客の多い首都圏での運転であったことから悪評を生んだ。
- 「弥彦」・「佐渡」
1962年6月10日、信越本線の長岡駅 - 新潟駅間の電化が完成し、80系と153系の編成で運行されていた準急「ゆきぐに」2往復（ただし153系使用の下り2号のみ東京駅発）のうち、80系使用の1往復を上野駅 - 新潟駅間に延長の上で急行に格上げし、下り「弥彦」・上り「佐渡」とした。
この編成は新前橋電車区（現・高崎車両センター）配属の上野口普通列車用編成と共通運用で、シートピッチの狭い200番台以前の80系[注 13]が多く含まれていたほか、車両不足により戦前形でデッキも無く扉付近はロングシートのクハ47形・サハ48形も組み込まれるなど、かなりの遜色ぶりであった。一方、急行格上げと新潟乗り入れが見送られた準急で存置した1往復[注 14]には引き続き153系7両で運用したため、急行「弥彦」「佐渡」よりも準急「ゆきぐに」の方が設備は上であると言う逆転現象が生じた。
戦前形旧性能電車が、料金が必要な急行列車に使用された唯一の事象である。
1963年3月には、153系を含めて新製の165系[注 15]に置き換えられて解消した。
- 「なすの」・「日光」
1968年10月1日から1976年まで、下り1本で115系を使用。小金井駅で運転停車の上、付属編成の一部の切り離しを行っていた。このうち「日光」は、わずか半年余りの間ではあるが、165系による通常の急行のほか、157系による「乗り得急行」と、この115系による「遜色急行」の両方が同じ時期に設定されていた極めて珍しい事例であった[注 16]。
- 「あかぎ」・「ゆけむり」
1968年10月1日から1976年まで、下り1本で115系を使用。

- 「かいじ」・「かわぐち」
1968年10月1日から1978年10月1日まで、1往復に115系を使用。当時の中央本線では70系やオールロングシートの72系がまだ残っていたことから、115系は別格扱いで、遜色急行の中でも位置付けは上のほうであると言われていた[注 17]。また、1970年10月1日から1972年10月1日までの2年間は、165系のグリーン車（サロ165-14と15）を組み込んでいたが、グリーン車に関しては急行として遜色はなかった。
- 「天竜」
1978年5月24日から10月1日まで115系を使用した（下り1本のみ）。80系から165系への置き換え過程で充当車両がなくなったための暫定的なものだった。ただし、115系の1000番台だったため、シートピッチに関しては急行として遜色無かった。また80系時代はもともと中央西線のローカル列車の間合い運用だったため、200番台以前のシートピッチの狭い車両が入る場合も多く、165系[注 18]を使用している「きそ」等と比べると遜色があった。
- 「能登路」
七尾線電化とともに、415系800番台の列車が登場。この改造車両はクロスシート部分のシートピッチを1,700 mmと従来のボックスシートよりも280 mm拡大しており、座面もバケット式に交換されているが、座席幅は近郊形車両用のボックスシートである幅880 mmのものをそのまま流用しているために、急行用のものより狭く、3扉車かつ車端部がロングシートであった。なお準急として運行開始した当時は、キハ20系気動車、気動車急行の車両がキハ58形・キハ65形気動車が主流になった後も、形式全体に対して全車冷房化されなかったキハ55形・キハ26形気動車が使用されていた。JR化後になって七尾線の気動車がキハ58系に統一された後も、車両需給上の関係から普通列車向けに一部ロングシート化改造された車両が急行運用に入る日もあるなど、他の線区の急行よりも遜色は大きかった。

| キハ48形使用の急行「つやま」車両リニューアル前  |  | 車両リニューアル後 |
| キハ48形使用の急行「つやま」 車両リニューアル前 |  | 車両リニューアル後 |

- 「つやま」
2003年10月1日からキハ40系により運転。2007年7月からは、JR唯一の昼行急行列車となったが、2009年3月に廃止。急行運用に際して原則デッキ付き･片開き扉のキハ48形が限定的に充当され、両開き扉でデッキなしのキハ47形は充当しないなど、一応の配慮はされていた。後に車両のリニューアルが行われたものの、座席はセミクロスシートのままで北海道旅客鉄道（JR北海道）キハ400・480形気動車のように座席のグレードアップ（回転クロスシートなどへの交換）はされなかった。地元では「遜色急行」と同義の「ぼったくり急行」と呼ばれていた[5]。並行する快速「ことぶき」もほぼ同等のキハ40系・キハ47形を使用し、停車駅が1つ多いだけである。なお、「ことぶき」にも当初は指定席車が連結されていたが、車両については自由席と全く同じ車両を使用していた。
元々は1997年、急行「砂丘」を智頭急行智頭線経由の特急「いなば」に置き換えて廃止すると同時に設定された列車である。高速運転が可能な智頭線を経由することで岡山駅 - 鳥取駅間の所要時間の大幅な短縮をはかるとともに、「いなば」が経由しない岡山駅 - 津山駅間の急行は快速へ格下げして置き換えることが打診されたところ、地元商工会を中心とした急行「砂丘」廃止に対する激しい反対運動が起こり、その結果1往復だけが急行として残された結果誕生したものであった。しかしこの反対運動は利便性よりも地元のイメージダウンを阻止するためのものであり、「急行が走る町」「1町に1駅急行停車」といった「地元のメンツ」によるものであったと言われている[6]。
- 「ぎんなん」
1968年10月1日から1972年3月まで、下り1本に421系・423系電車を使用。
- 「ゆのか」
1968年10月1日から1972年3月まで、1往復に421系・423系電車を使用。

## 遜色急行の範疇から外れることがあるもの

### 列車
- 「えりも」
1985年3月14日から1986年10月31日まで、走行区間の普通列車にも用いられるキハ40系気動車が使用されることがあり、末期はほとんどキハ40系だった。洗面所やテーブルと窓側席の肘掛が無い以外、座席や台車の違いから、むしろ乗り心地は従前用いられていた急行用のキハ27形よりも良く、暖房能力もそれらを大きく上回っているため、JR化後の「つやま」の事例とは異なり、遜色があるかどうかは見解が分かれる。

- 「かすが」
1999年12月4日から廃止までキハ75形を使用していた。ただし走り装置は特急形のキハ85形と同等であり、走行性能での遜色はなく[注 19]、居住性に関してもデッキ無し、乗降扉は3扉、さらにつり革があるという点はあるものの、全座席クロスシートで車端部と扉付近以外は転換式となり、一般的な急行よりも車内設備は進化したものとなっていた。それに加え、窓の日除けは横引きカーテンとなり、蛍光灯にはカバーが付き、扉部分にも風除け用の簡易仕切りが設置されるなど、有料列車への使用も考慮した313系8000番台と同様の設備となっていた。快速・普通列車用の新造車両が従来の急行形を上回る車内設備で製造されるようになった時代に、快速と同形式の車両を投入したが故に遜色扱いされたという時代背景の違いがあったことが他の遜色急行とは異なる点であり、それゆえ当列車は「遜色急行には該当しない」という見解を持つ者も少なくない。運転に際しては、3扉のうち中扉を締め切り扱いとし、布のヘッドカバーを独自に用意するなど快速運用時とは接客面で差をつける配慮が見られた。
- 「陸中」
1990年3月10日から快速化（快速「はまゆり」）に伴う廃止までキハ110形0番台で運転された。性能面は先述の「かすが」同様遜色はなく、全座席クロスシートで車端部以外はリクライニングシートとなり特急型にも匹敵する設備ではあったが、JR東海373系電車と同様に出入台と客室を仕切るデッキ扉がなかった。なお、快速化後も同じ車両が使われたため、後述の乗り得列車になった。

### 車両

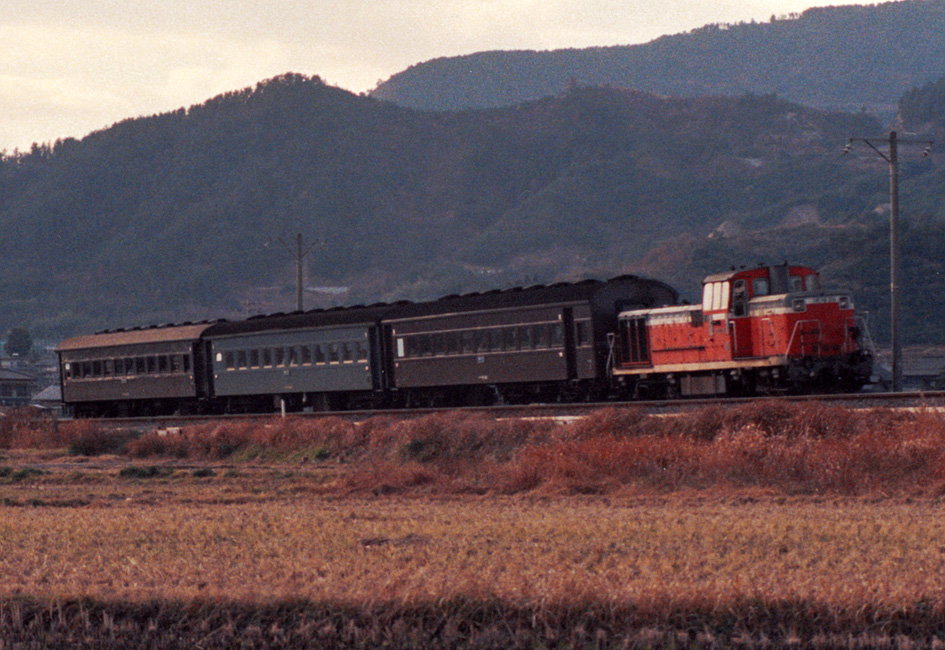
臨時急行「いよ52号」機関車次位にオハフ61が入った編成（1985年）。

車両区分上では一般形（近郊形）車両であるものの、設定段階で急行にも使用されることを想定していた形式の場合、鉄道雑誌などでは「遜色急行」の一種として紹介されることがある一方で、設備面においては遜色扱いされていないこともあり、現状では遜色急行の定義があやふやであり、明確でないことからこれらの車両が充当された場合は遜色急行の範疇に含めるかどうかは見解が分かれるものである。また、設備によっては、急行で使用する場合は遜色急行となっても、準急で使用する場合は遜色ではないこともある。
- キハ22形気動車
分類上は一般形であるが、北海道ではキハ55系が一部の例外を除いては配属されなかったため、道内の亜幹線以下での急行・準急列車の新設目的も課せられていた。窓側席に肘掛けが無く、ロングシートが客室端部に備わる。冬季の保温を目的としたデッキ付きの車体構成やシートピッチは急行形と同様で、便所は広く出入口もデッキ側（客室外）であるなど、準急での使用の場合は遜色はほとんどなく、急行での使用であっても遜色は比較的少ない。また、走り装置も1エンジンの急行形と同等である。座席指定用の座席番号票を備える。照明も蛍光灯となった後期形の200番台車はさらに遜色が少なかったため、急行には200番台車が使用されることが多かった。
- キハ24形、キハ46形気動車
キハ20系気動車の後から製造された近郊形車両キハ45系の酷寒地用の車両で、ほぼキハ22形と同形状の為に，急行列車にも使用され，指定席用の座席番号も貼付けられていたが、この車両の方が通勤・通学時間帯でのラッシュ輸送を考慮したため、座席の寸法は狭かった．
- 711系電車
歯数比から分類上は近郊形となっているが、当初から急行（「かむい」など）にも使用することが前提となっており、455系電車に準じた車体に、キハ22形やキハ56系などの北海道向け車両に標準となっていた二重窓構造を採用して製造され、便所のほかに独立した洗面所を備え、ロングシートも新製時は戸袋部と雪切り室周り[注 21]のみであった。窓側の肘掛けが無い以外、シートピッチも急行形と同様で、座席指定に対応した座席番号票や窓側の栓抜き付きテーブルも新製時より備わっており、急行から撤退した後もこれらは残されていた。キハ22形と同様に出入口もデッキ側であり、このため準急での使用の場合は遜色はほとんどなく、急行でも遜色は少なかった。また乗り心地は急行形気動車よりも良く、電車特急の運転が開始される以前は、静粛性や速達性でもキハ80系を使用した特急をも凌駕していた[注 22]。
- キハ66・67形気動車
本形式の転換クロスシートの接客設備は、ボックスシートが当然であった当時の急行形車両をしのぐ水準であった。ロングシートは戸袋部にしかなく、座席や空調の面では、一時期「新幹線リレー号」にも充当された「名目特急」の185系と比べても遜色は無い。

- 10系以前の客車（旧形客車）
10系以前の旧形客車については正式な意味で急行形や一般形に分類される車種を設けていないが、20系客車以降の新系列客車との対比や1970年代後半以降、優等列車への充当が減少し普通列車へ充当されることが多くなったことから、便宜的に「一般形」（「在来形」とも）と呼称されているが[7]、10系以前の客車が製造された時点での規定上ではこの呼称は存在せず、正式な呼び方ではない[8][9]。普通車については戦災復旧車である70系客車以外は幹線の長距離列車で使用することを前提にしていたため、独立した便所と洗面所を備えた、デッキ付きの2ドアクロスシートで製造され、普通列車から特急列車まで使用された。特急・急行列車への使用は列車の性質上、実質普通列車用とされた70系客車と鋼体化改造車である60系客車以外の状態の良い車両が優先的に使用された[2][注 23]。1960年代後半以降は10系と近代化改造及び体質改善工事を受けた[注 24]35系と43系が実質的に急行用として使用された[2][注 25]。ただし鋼体化客車である60系の普通車は普通列車への使用が前提であったため、居住性と乗り心地が劣ることからロングシート改造車とともに遜色扱いされることがある[2]。
- 80系電車
旧性能電車については車両上の区分を定めていないが、80系電車は元々は長距離の普通列車用として登場した。ロングシートは戸袋部にしかなく、300番台については準急列車への使用を想定して製造され、照明も蛍光灯となり、座席指定用の座席番号票も備えるが[13]、普通車には独立した洗面所がないことや、80系唯一の優等車であったサロ85形はシートピッチや座席幅が広くて座席が柔らかめの坐り心地とはいえ固定式のボックスシートであったこと、釣り掛け駆動で騒音・性能面において劣ることから、準急であれば問題はないものの、急行への使用については遜色扱いされることがある。

## 私鉄の有料急行列車における事例

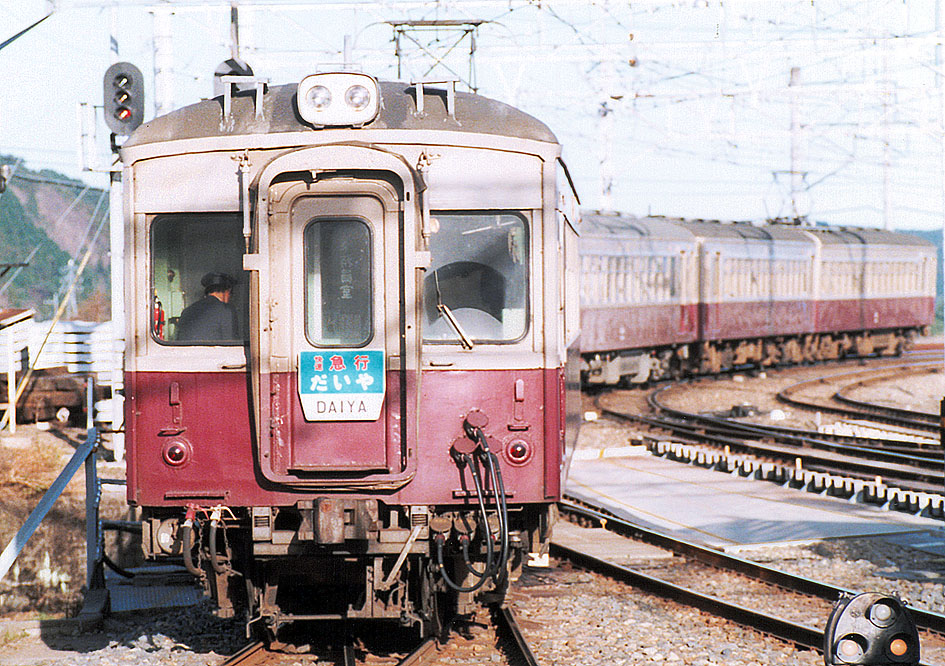
東武5700系使用の快速急行「だいや」

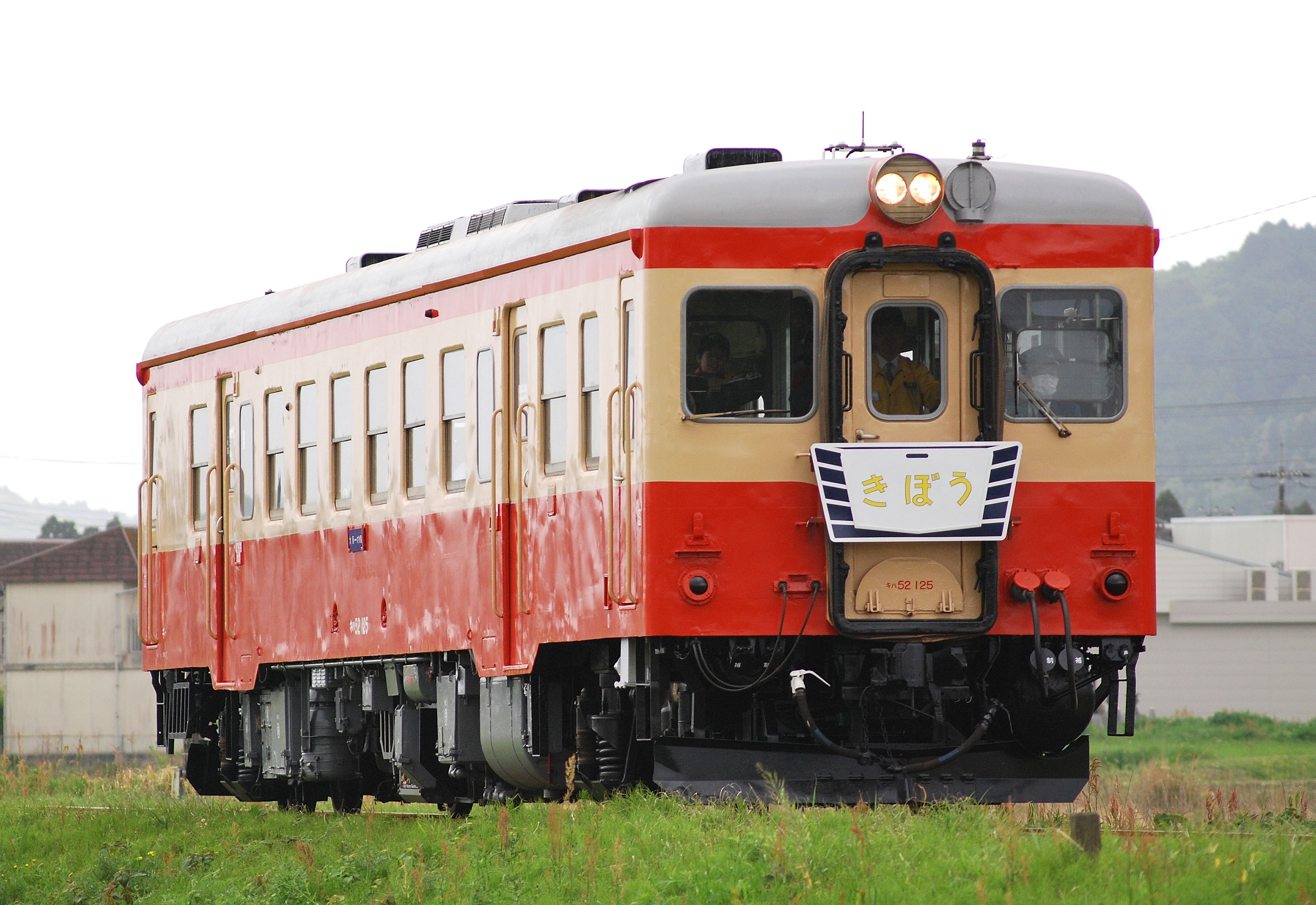
キハ52形を使用するいすみ鉄道の観光急行列車

便宜上、派生的な種別も含めて解説している。
秩父鉄道
有料急行「秩父路」が、急行形車両（3000系・6000系）が検査入場などで車両が不足した時にオールロングシートの5000系（過去には元JR101系の1000系も）で運用された実績がある。
東武鉄道
伊勢崎・日光線系統の急行「だいや・おじか」においてセミクロスシート車両である6000系や特急から格下げされた5700系が使用されていたが、国鉄の特急形車両に近い接客設備を持つ1800系を使用する伊勢崎線系統の急行「りょうもう」に比べて冷房がなく、6000系については料金不要の快速列車でも使用され、ボックスシートで扉付近にロングシートがあり接客設備面で、5700系については6000系と比較して車内設備は上であったものの、釣り掛け駆動で性能面において遜色があった。1976年以降は快速急行に種別変更したが、他社の快速急行とは異なり、急行のスピードアップ化というより車両の接客設備や性能面の格差によるものであり、列車種別としても遜色があった。1985年から1986年にかけて6000系は車体更新・冷房化を受ける形で6050系に改造され、順次置き換えられたが、ボックスシートで扉付近にロングシートがあること自体は6000系時代と変わらなかった。1991年に300・350系に置き換えられ、再び急行に戻り、急行「きりふり・ゆのさと・南会津」に格上げされた。ただしその後2006年にはこれらの急行は特急に格上げされた。
快速においても1963年から1975年の間、一部車両に指定席車を設定したが、6000系が充当された場合は指定席車にもロングシートがあったため、座席指定車両としては遜色があった。
秋田内陸縦貫鉄道
有料急行「もりよし」には専用車両であるAN-8900形気動車が使用されていたが、2012年3月のダイヤ改正以降は経費削減のため、一般車両であるAN-8800形気動車が充当されている。

## 特急における事例
特急列車の場合、列車の性質上露骨に格下の車両を充当するケースがないため、「遜色特急」といわれるケースは急行よりは少ない。しかし、特急列車は快適性の他に速達性の面も重視されていることから、車内設備は特急に相応しくても走行区間の全部または大半がローカル線でスピードが出せず、所要時間も急行時代と大差ないことを理由に「遜色」扱いを受ける場合があるほか、車内設備に対しても通常の特急形車両よりランクが劣る場合は遜色扱いされることがあり、改善も無しに引き続き特急列車に使用している場合や他線区からの転用車ばかりの列車にも「時代遅れの特急」と扱われるケースがある。

### 日本国有鉄道・JR
日本国有鉄道（国鉄）・JRでは、
- 転換クロスシート時代の東日本旅客鉄道（JR東日本）185系・四国旅客鉄道（JR四国）キハ185系（キロハ186形）
- 分散電源方式のため電源エンジン車の騒音が問題となる14系寝台車（スハネフ14・スハネフ15）による寝台特急
- 1960 - 70年代に製造された「時代遅れの車両」による特急（固定式クロスシートの581・583系による昼行特急群など）
- 普通車が固定クロスシートであるJR東日本253系電車（200番台を除く）
- 座席自体は特急用として遜色ないものの近郊形と同様の両開き扉でデッキも設置されていない（客室への騒音を遮断する扉が無い）JR東海373系電車
- 485系で運転の「くろしお」[注 30]
- 当時の三等車にボックス式固定クロスシートの急行用客車を使用していた客車時代末期の山陽本線特急「かもめ」、および設定最初期の「あさかぜ」[注 31][注 32]。

などが「遜色」扱いされたケースに当たる。これらは、元来急行列車として走行していたものを特急に格上げしたケース、あるいは設計段階で急行列車への使用を想定していた車両で多い。
ほかにキハ40系で運転される「はやとの風」や「指宿のたまて箱」、キハ125形で運転される「海幸山幸」は車内設備こそ特急に相応しい水準ではあるものの、一般形車両を種車に改造した車両を使用しているためデッキが無く、乗り心地や速達性に難があるという理由で「遜色」扱いを受けることがあるなど、一部の特急列車においても「遜色」扱いされるケースが見られる。また「いさぶろう・しんぺい」は元々普通列車用として設計されたボックス型の固定式クロスシート主体で一部車両はセミクロスシートでありながら2017年3月のダイヤ改正により熊本駅 - 人吉駅間が特急として運転されるようになり、指定席区画の大半が急行・近郊用よりもシートピッチを若干拡げたテーブル付きのボックスシート、自由席区画がロングシートであるにもかかわらず特急料金を徴収している。
これとは別に特急形車両が不足していた時期に急行形車両が使用される場合もあり、1969年10月1日から1970年2月28日まで「北斗」の1往復でキハ56系が使用され、1970年代に14系座席車が登場するまで12系が臨時特急列車に使用されたりしたが、これらは接客設備が劣ることから特急料金が割り引かれたほか、JR発足後には「エーデル北近畿」などにキハ65形を種車に改造した車両が充当されたり、一般型のキハ110系300番台にリクライニングシートとデッキを装備した「秋田リレー」が一年間暫定特急として走ったこともある。

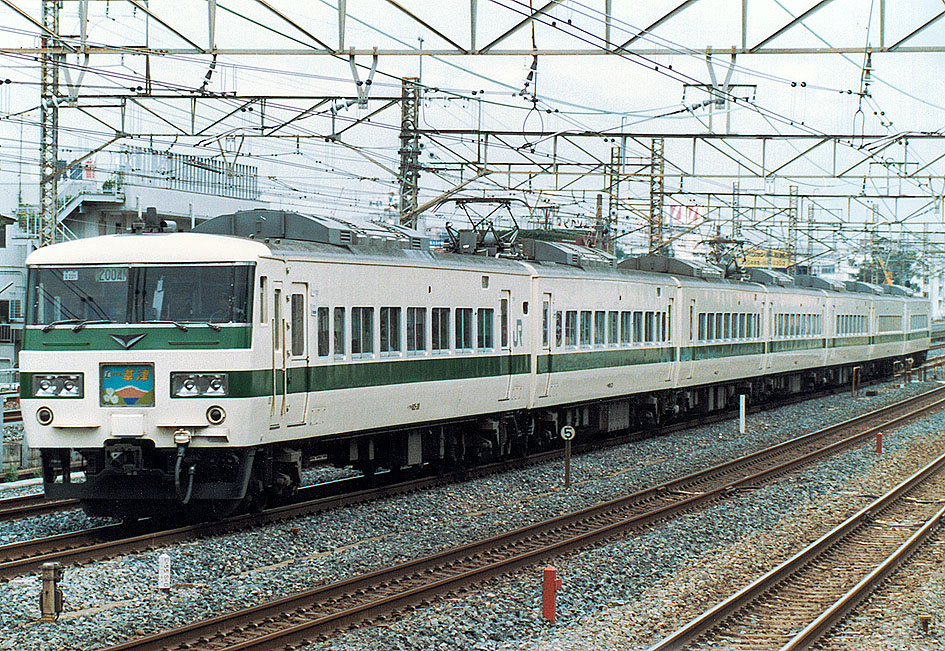
185系使用の「新特急草津」
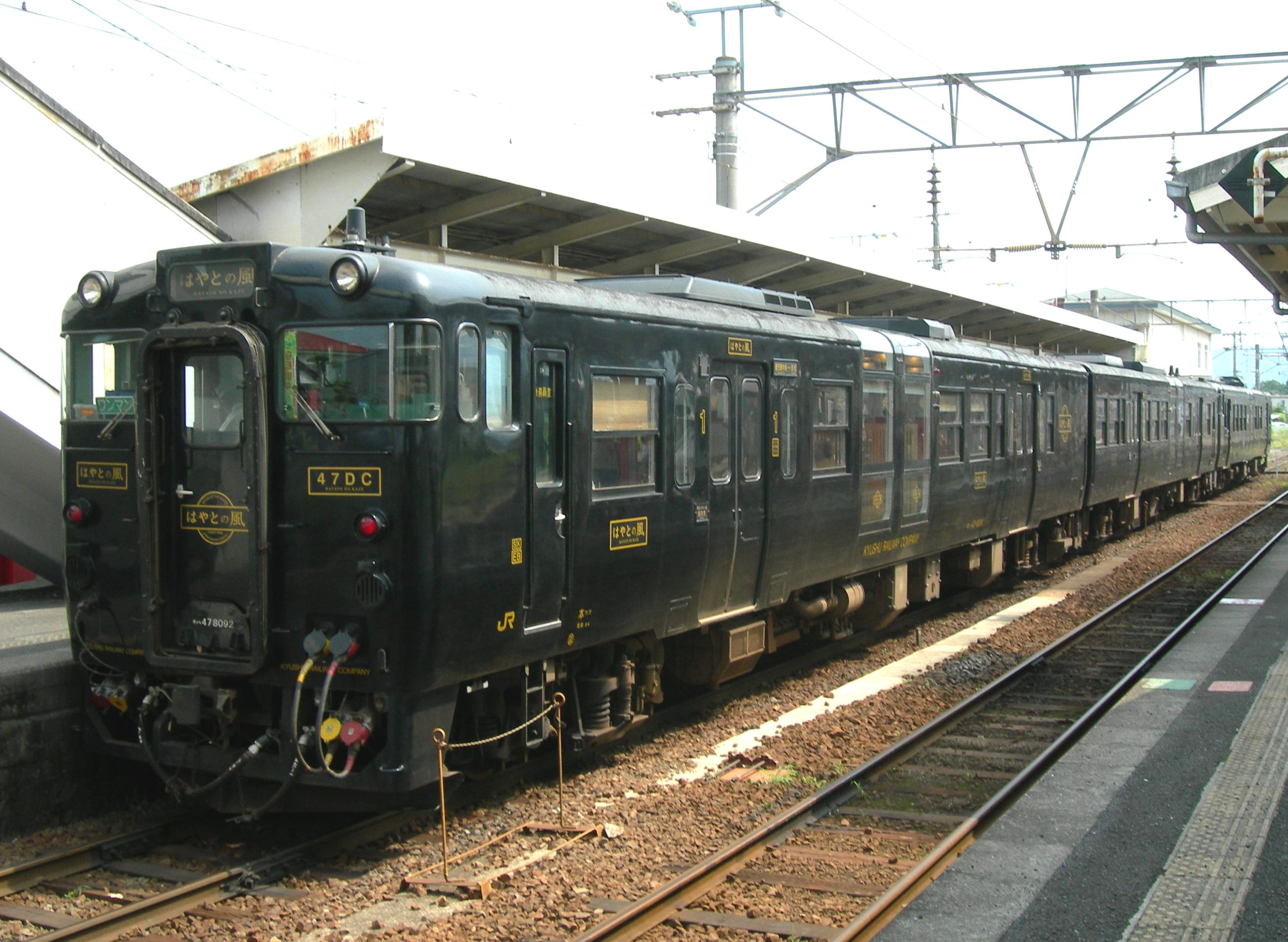
はやとの風

### 私鉄

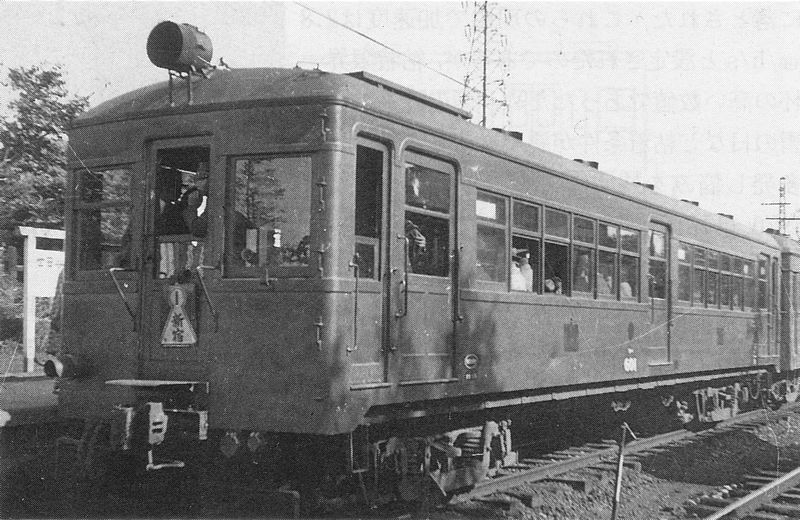
特急に充当されたこともある小田急1600形（写真は戦時中に撮影）

小田急電鉄
新宿 - 小田原間にノンストップ特急を1948年（昭和23年）に運行を開始したが、当初の車両はロングシート車である1600形が使用され、中央の扉を締め切って補助席を置き、座席に白いカバーをかけた上で通路に灰皿を並べただけの代物であり、便所や洗面所すらないなど、必ずしも特急にふさわしい車両とはいえず、接客設備としては遜色があった。1949年（昭和24年）には特急用車両である1910形（後の2000形）が登場したが、中間車には喫茶カウンターと便所が設置されたものの、座席は通勤輸送との兼ね合いからセミクロスシートとされ、こちらも接客設備としては国鉄モハ42系と同じで遜色があった。1959年（昭和34年）には料金不要の座席定員制列車であるサービス急行を格上げする形で有料の「準特急」が特急の補完列車として週末に運行され、停車駅は新宿 - 小田原間をノンストップで運行していたが、車両は名目上、準特急用とされた2320形及び特急から格下げされた2300形が使用され、接客設備はセミクロスシートであり、平日には料金不要列車にも充当していたため、ロマンスカーより遜色があることから料金制度も割安に設定され、「準特急」の種別が使用された。1963年にNSEこと3100形が増備されたため、特急の増発を受けて準特急は廃止された。

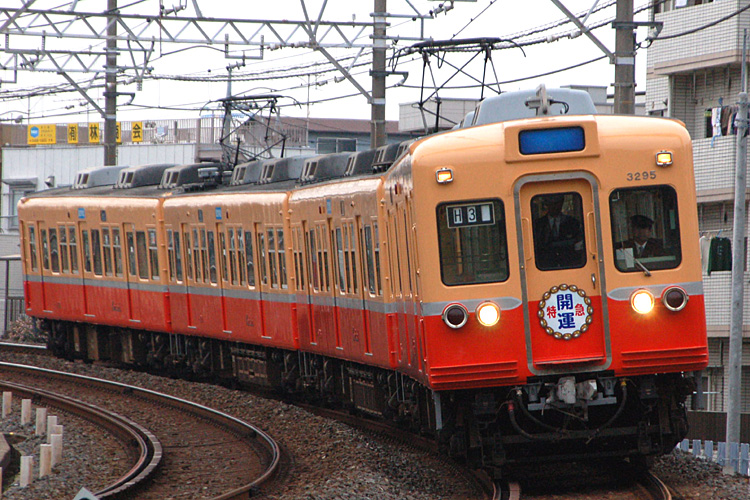
「開運号」用として使用された京成3200形3298編成（写真は2007年1月のリバイバル運転時に撮影）

京成電鉄
1963年（昭和38年）から1974年（昭和49年）まで開運号において3150形や3200形のセミクロスシート車が使われたことがあり、接客設備面では他社の有料特急用車両に比べて冷房がなく、座席においても先代車両である1500形や1600形より劣るものの、逆に性能面では上回っていた。この車両はAE形登場後に格下げされることを前提に他の一般車同様3扉としたが、座席指定を維持するためにセミクロスシートとしていた。運転に際しては、3扉のうち中扉を締め切り扱いとし、中扉部分には車内販売のためのスタンドを設置していた。
| 特急格上げ後も急行時代の車両を使用する「きりふり」 |  | スカイツリートレイン |
| 特急格上げ後も急行時代の車両を使用する「きりふり」 |  | スカイツリートレイン |

東武鉄道
前述の「きりふり・ゆのさと・しもつけ」は急行列車として運行していたが、2006年（平成18年）には特急に格上げされたものの、車両面では急行時代の車両（300系・350系）が引き続き使用され、100系に比べて性能面や接客設備面で劣る（リクライニングシートではないなど）ことから、急行時代の料金が適用された。
2012年（平成24年）から2017年（平成29年）まで定期運行していた（以後は臨時特急等で運用）「スカイツリートレイン」は快速用車両である6050系を改造した634型が使用されており、車内設備こそ特急にふさわしい接客設備に改造しているものの、デッキがなく、料金面においても「きぬ・けごん」と同額を適用する。
また、東上線の「TJライナー」も特急に準ずる有料の定員制列車として運行されているが、車両面では特急形車両ではなく通勤形車両をベースに座席の向きを一方向きクロスシート配置とロングシート配置に変換することが可能な座席（デュアルシート）を備えた車両（50090型）を使用しており、料金面でも特急料金ではなくホームライナーと同じような乗車整理券方式が適用されている。なお、下りTJライナー用車両を森林公園検修区から送り込むために運転される快速急行はクロスシート配置に固定して運用されるため、「乗り得列車」として挙げられることがある。また、「川越特急」はクロスシート状態で運行するが料金は不要となっており、乗り得列車となる。
TJライナーと同様の列車として2020年（令和2年）からは伊勢崎線と東京メトロ日比谷線を直通する座席指定制列車「THライナー」も運行している。
首都圏私鉄他社でもTJライナーやTHライナー同様のデュアルシート装備車両による座席指定制列車は増加傾向にあり、西武鉄道の「S-TRAIN」と「拝島ライナー」、東急電鉄の「Qシート」、京王電鉄京王線の「京王ライナー」といった列車が運行されている。

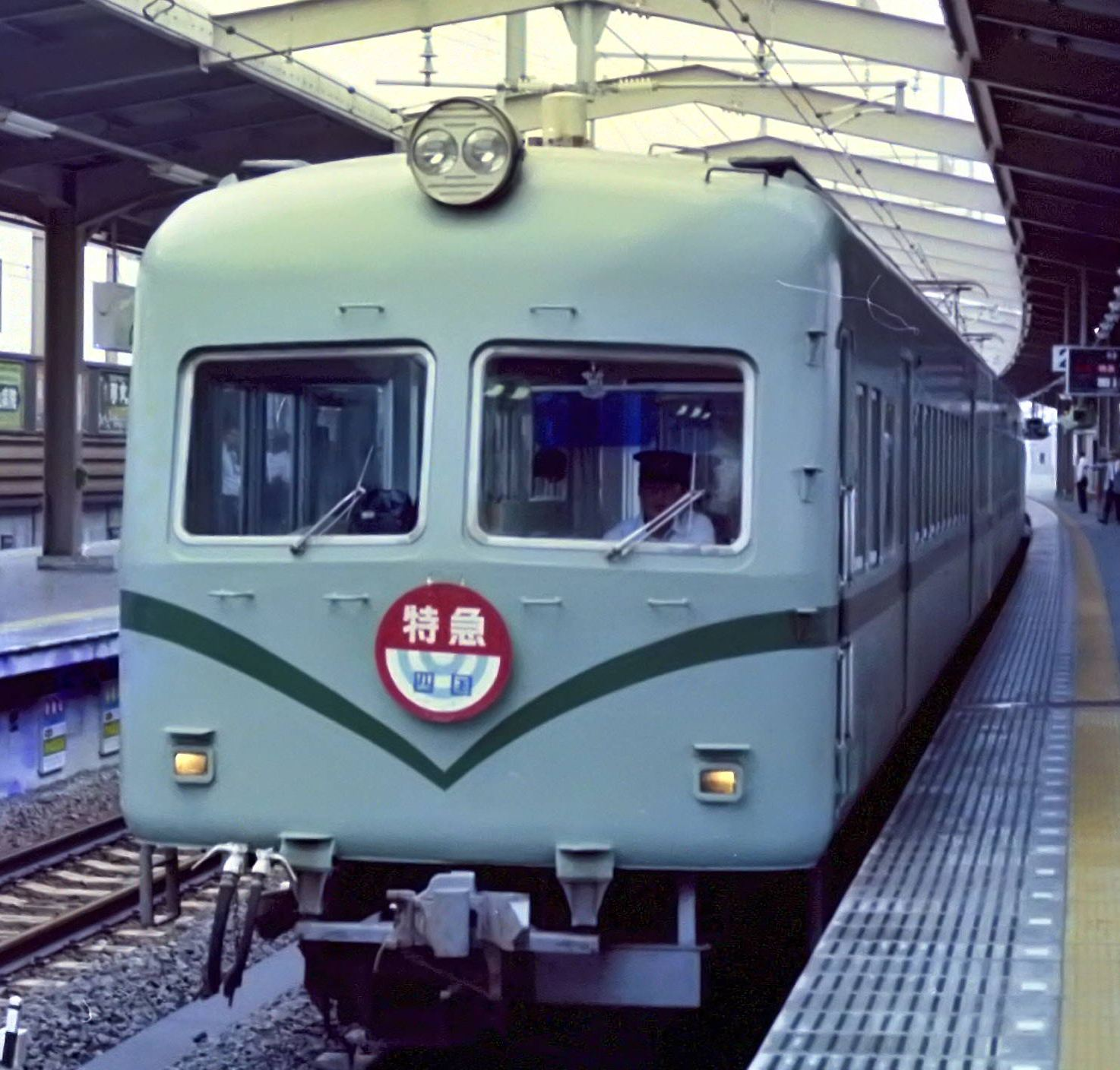
南海電気鉄道1000系「四国号」（1985年）

南海電気鉄道
高野線特急「こうや号」は専用車両の絶対数不足から21000系が代走や季節列車に充当されたことがある。ただし座席指定維持の観点から原則として転換クロスシート車が充当された。
南海本線においても特急「四国号」はセミ転換クロスシート車である11001系・12001系・1000系（初代）が使用され、1963年から一部に指定席車を設定したが、当該車両は和歌山市駅発着の全車自由席特急や急行などの料金不要列車にも使用され、自由席車や料金不要列車への充当に関しては遜色はないものの指定席車も座席の一部にロングシートがあったため、指定席車としては遜色があった。国鉄直通特急「きのくに」も国鉄キハ55系気動車の同型車であるキハ5501形・キハ5551形が使用され、国鉄側の車両がキハ58系に置き換えられた後も引き続き使用され、ボックスシートであり、2エンジン車のみで冷房化すら困難な車両であったため、遜色があった。

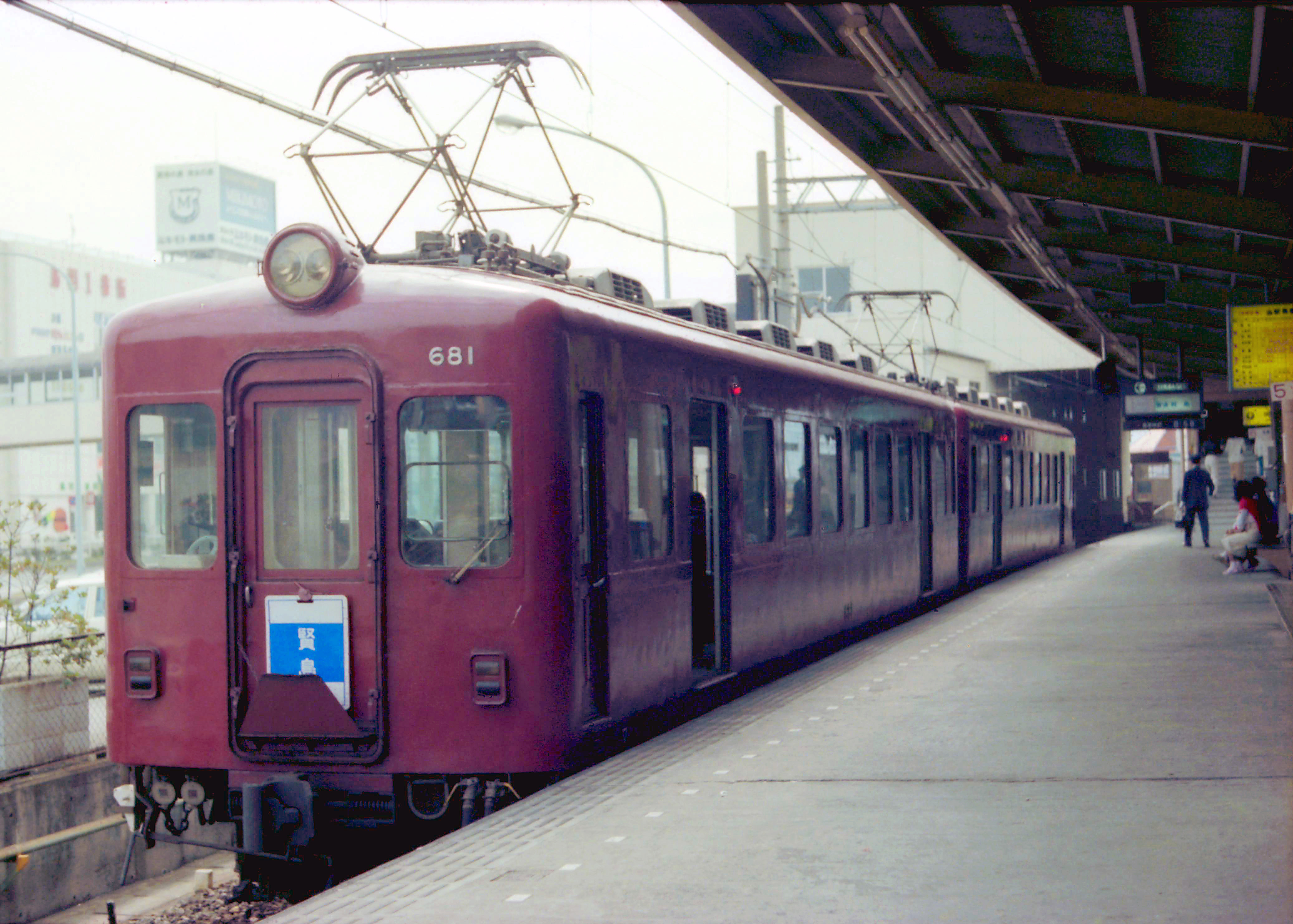
モ681 鳥羽駅（写真は一般車格下げ後、1980年）

近畿日本鉄道
1964年の東海道新幹線開業後、近鉄は自社エリア内に点在する三重・奈良県内の中小都市や観光地と最寄の新幹線駅を結ぶ方針に転換し、その一環として京都 - 大和西大寺 - 橿原神宮駅（現・橿原神宮前）を結ぶ有料特急の運行が開始されたが、この時点での京都・橿原線系統は小断面建築限界のままであり、しかも架線電圧も直流600Vのままであったことなどからひとまず在来車からの改造によってまかなわれ、旧奈良電引き継ぎ車を特急車に改造した680系が登場した他、車両検査時の予備車として、団体車としての使用を中心とした軽微な改造で済ませただけの683系も登場し、当時の大阪線の近鉄特急車に設置されていたものと同一の特急標識を設置して京都 - 橿原神宮駅間および京都 - 近畿日本奈良（現・近鉄奈良）間で特急車として運行が開始された。
680系は車内も大阪線の特急車に準じた設備に改造され、冷房化や固定窓化なども行われたのに対し、683系は吊り掛け駆動のままで冷房化やオール転換クロスシート化、固定窓化は見送られるなど、最初から遜色が大きかったうえ、その後、狭幅ながらも回転式リクライニングシートを装備した18400系が登場すると683系の特急車としての存在意義はなくなり1972年には一般車に格下げされた。一方の680系もWNドライブを採用した高性能車ではあるものの、搭載ブレーキが旧式の自動空気ブレーキで抑速電制を備えていないことと、奈良電引継車の改造車であるが故のアコモデーション面で見劣りすることなど、18400系の登場後は次第に遜色扱いされるようになった。その後1975年には特急車仕様のままで一般車に格下げされマルーンレッド1色の一般車塗装に変更され志摩線で活躍するようになったが、転換クロスシートや冷房を維持したことから、特急車時代とは一転して乗り得車両として扱われていた。

## 日本国外の優等列車における事例
日本国外の優等列車は日本の列車種別を明確に当てはめることは難しいが、同類の列車として以下のものがある。

### 韓国

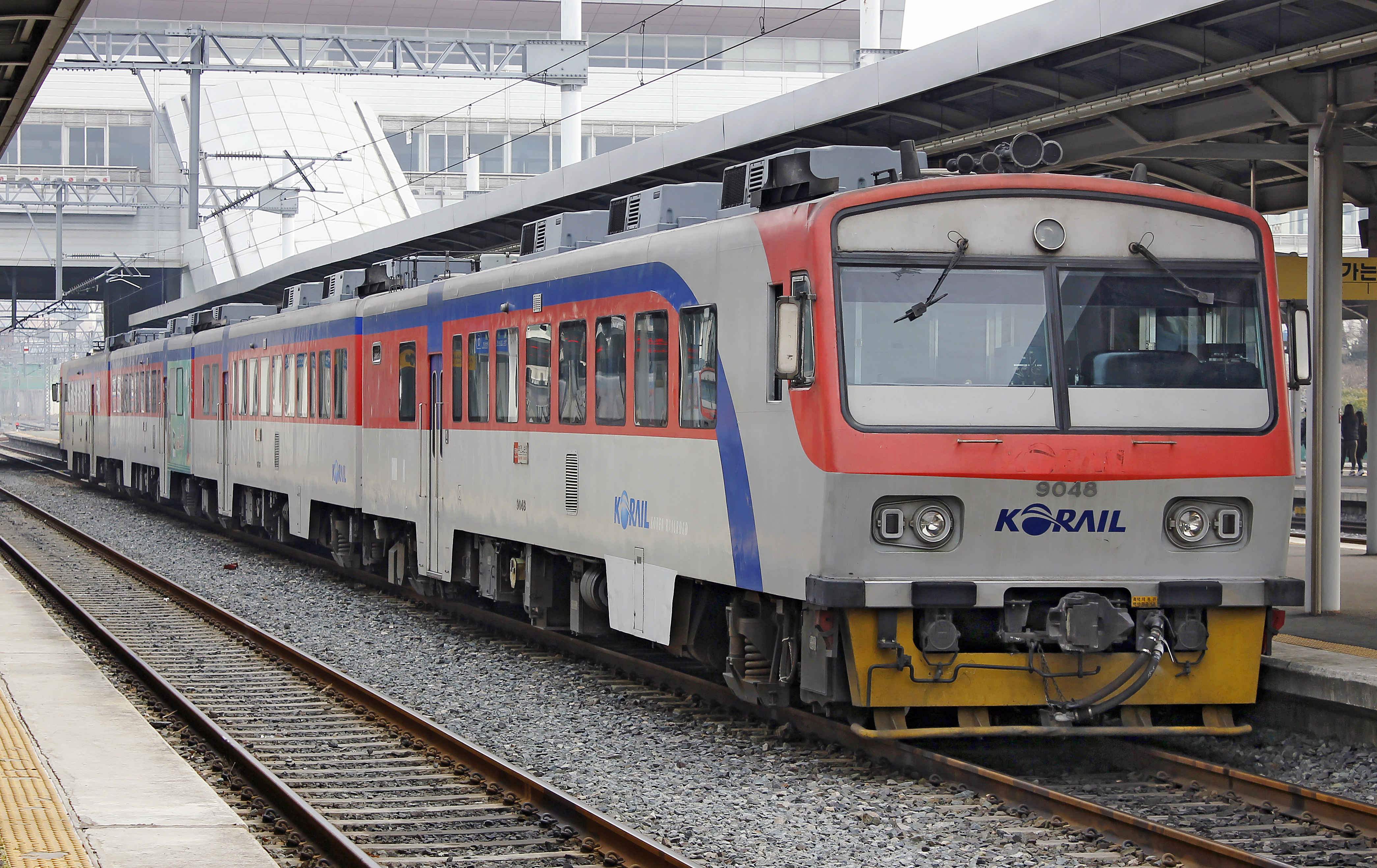
ムグンファ号へ改造された9501系気動車

韓国の韓国鉄道公社では9501系気動車が登場時から2004年までは優等列車であるトンイル号（後に通勤列車へ格下げ）に使用されたほか、その後は日本の普通列車と同類の種別である通勤列車の廃止・削減により、通勤列車用の気動車であるムグンファ号に転用されるケースが現れている。窓の大型化、座席のリクライニングシート化など優等列車にふさわしい接客設備に改造しているため、必ずしも遜色があるといえるかどうかについては見解が分かれる。
2018年5月には、既存のセマウル号の車両の引退により、ムグンファ号の車両がセマウル号に昇格されたが、シートはムグンファ号そのままである。

### インドネシア
インドネシアのKRLジャボタベックでは急行に近似する種別としてEkspresが存在した。普通に近似する種別であるEkonomiとは運賃に格差があり、Ekonomiの乗車券ではEkspresには乗車できないものであった。Ekspresはロングシート車であったが、原則として冷房車が充当された。2013年現在ではEkspresは廃止されている。

## 乗り得列車
「遜色急行」に対して「乗り得列車」（のりとくれっしゃ）という言葉も存在する。特急形車両を用いた普通列車など、本来は特別料金を必要とする設備を有する車両を普通乗車券のみもしくは低廉な追加料金で利用可能とした列車を特に乗り得列車と呼ぶ場合がある。特別急行にちなみ特別鈍行なる俗語がある。

### 国鉄・JR
特急列車は急行・準急とは一線を画し、使用車両についても、車両基地と始終着駅の間での回送では客扱いをしない事が長らく通例となっていた。しかし外房線全線電化開業に伴う1972年7月15日のダイヤ改正で安房鴨川駅着の「わかしお9号」を翌日の折り返し「わかしお2号」（183系）とする際に館山駅で夜間留置するための往復を普通列車として客扱いが行われたのが初めとされている。
さらに1980年代になると、この年代の始めに新製された185系は特急列車と普通列車双方での使用を想定しており、同系列の普通列車運用が常態化する。暫定的に使用を開始した急行「伊豆」の間合いの普通列車運用を1981年10月1日に登場したエル特急「踊り子」でも引き継ぎ、東北・上越新幹線暫定開業による「新幹線リレー号」や東北・高崎線系統に登場した新特急の末端区間での普通列車扱いなどが相次ぐこととなる。特に末端区間の普通列車扱いは地方路線の特急にも拡大するようになった。また、近畿圏では117系が1980年1月22日より一部の快速と新快速で運転を開始し、1982年には名古屋圏の一部の普通と快速にも投入されたが、117系は近郊形車両ではあるものの、本来であれば設備水準が近郊形車両よりも上位であるはずの急行型車両の標準的な水準よりもはるかに上であり、デッキがなく両開き扉である点およびグリーン車がない点を除けば特急型電車に匹敵する破格のものであった。このため、117系使用列車は国鉄時代には乗り得列車としての評価もされていた。
1984年6月1日に、特急列車回送を客扱いすることで運行を始めた「ホームライナー大宮」はまもなく各地の通勤線区に拡大することとなり、また初期の一部列車においてはグリーン車も普通車として一般開放されたため乗り得感が高いとされた。また、北海道では14系座席車の定期急行列車への投入により1981年2月には、新系列客車では北海道初の運用となる「ニセコ」に投入された。当時の道内の特急列車には、経年が20年を迎えた80系気動車が多数残っており、14系の居住性はそれらに勝っていた。この「ニセコ」は札幌運転所への回送の際、普通列車として運転され「豪華な各停」や「特別鈍行」として話題となった。
2004年10月16日から宇都宮線、高崎線、湘南新宿ラインで、2007年3月18日から常磐線で普通列車グリーン車のサービスが開始されたが、それぞれ開始前の数か月間、グリーン車を普通車扱いとしていた。グリーン車の普通車扱い（グリーン開放）は国鉄時代より東北本線・高崎線・信越本線の普通列車に165系・185系が運用された際にも行なわれていた。
JR東日本では地方の快速列車に特急形車両を充当するケースが存在した。快速「くびき野」（新潟駅 - 新井駅間運転）・普通「妙高」（長野駅 - 直江津駅間運転）・快速「あいづライナー」（郡山駅 - 会津若松駅間運転）は特急形車両で運転されていたが、これらは2015年3月14日のダイヤ改正を以って廃止された。そのほか津軽線においても2010年12月3日までは特急用車両が間合いで普通列車として運用されていた。

#### 現状
2020年4月現在において一般に「乗り得」とされる、特急型もしくはそれに準ずる内装を持つ列車は以下の通り。
内装の高級によるもの
- JR北海道キハ54形500番台を使用する列車。同番台の一部は新幹線0系電車や同じJR北海道のキハ183系、789系と同型の座席を装備している（後者2つはリクライニングも可能）。
- JR東日本キハ110系0番台を使用する列車。同車はかつて急行「陸中」で運用されていたため、特急と大差ない車内設備を有している。
- JR四国キハ185系3100番台を使用する列車。リクライニング機構が停止されているものの、同番台は特急時代とほぼ同一の内装を有している。
- JR九州713系を使用する列車。同車は485系の廃車発生品のリクライニングシートをそのまま装備している。

特急型車両の間合い運用によるもの
- JR東海373系電車を使用する普通列車。東海道本線および飯田線で運行されている。
- JR九州787系電車を使用する普通列車。「にちりん」の間合い運用で日豊本線で運行されている。
- 特急「わかしお」など、特急列車が末端区間で普通列車に種別変更する場合も同様に利用できる。

特急列車に特例が適用される場合
- 特定の区間で普通列車の設定がない場合や、短距離客への便宜を図って特急型車両に無料で乗れる区間も存在する。特別急行券#特急料金不要の特例区間を参照。前記の間合い運用と異なり、料金不要区間でも特急列車であることには変わりがなく、区間外にまたがって乗車する際は全区間での特急料金が必要となるケースも存在する。

列車種別の違いによるもの
- JR北海道のuシート車。当該車両が普通列車に使用される場合はuシート車も自由席車となり乗車券のみで利用できる。

非常時のもの
- JR西日本のAシート車（223系1000番台、225系700番台）

人身事故などでダイヤが大きく乱れた場合は原則として無料開放される。無料開放のままAシートの設定のない湖西線へ直通したり、通常はAシート車の設定がない快速電車にも使用される。

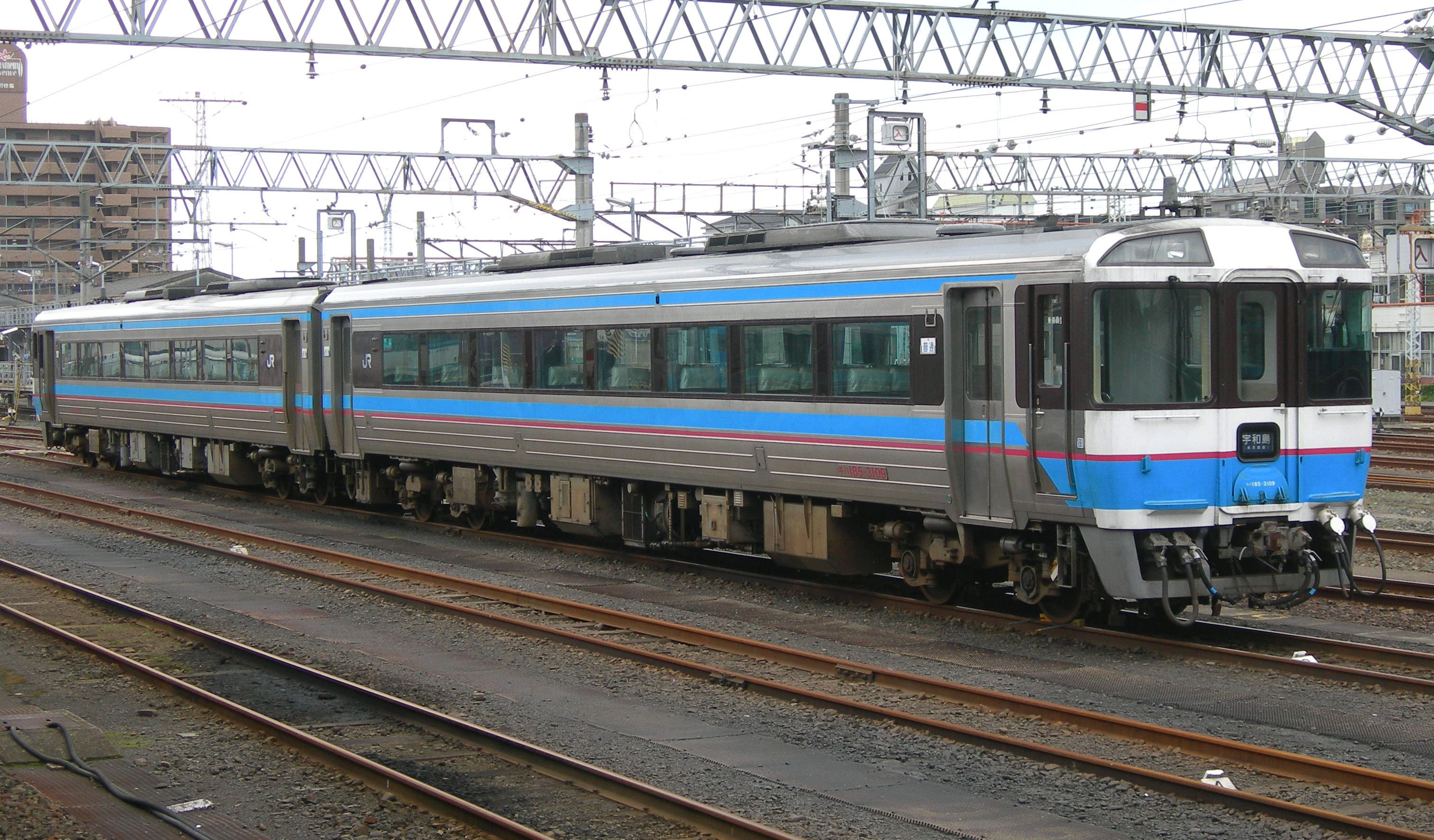
予讃線の普通列車に使用するキハ185系3100番台

### 私鉄
東武鉄道
多客期に前述の300系・350系の種車となった1800系による臨時急行（2017年までは臨時快速）が2018年まで運行されていた。同列車は「きりふり・ゆのさと・しもつけ」と同じ車両設備ながら、特急料金が不要となっていた。なお、2017年4月まで運行していた快速/区間快速はセミクロスシートの6050系が用いられたことから、デッキ付で回転クロスシートの1800系臨時快速/臨時急行は料金・設備両面で「乗り得列車」となっていた。過去（2001年 - 2006年）には佐野線や小泉線の普通列車に1800系が格下げの形で転用された車両もあり、こちらも座席の一部とデッキ・便所などが撤去され、つり革が設置されたほかは座席が固定化された程度であり、それまで運用されていた5000系よりも格段にグレードの高い車両であった。前述の5700系は特急から格下げされた形で伊勢崎・日光線の快速列車にも使用されたが、他社の格下げ車両のように扉の増設やロングシート化などされることなく、設備も特急車時代のままで当時の料金不要列車としては格別なものであった。なお、東武鉄道では500系リバティを使用した特急列車で、鬼怒川温泉駅 - （野岩鉄道経由会津鉄道）会津田島駅相互間のみ乗車する場合、特急券なしでの利用が可能である。
中小私鉄
大手私鉄の有料特急用車両の譲受車が普通列車に使用されることがあり、大井川鐵道では近鉄16000系電車の譲受車が普通列車に使用されたり、富山地方鉄道では西武5000系電車の譲受車である16010形電車や同10000系電車の譲受車である20020形電車は有料特急だけでなく、普通列車などの料金不要種別にも使用されている。

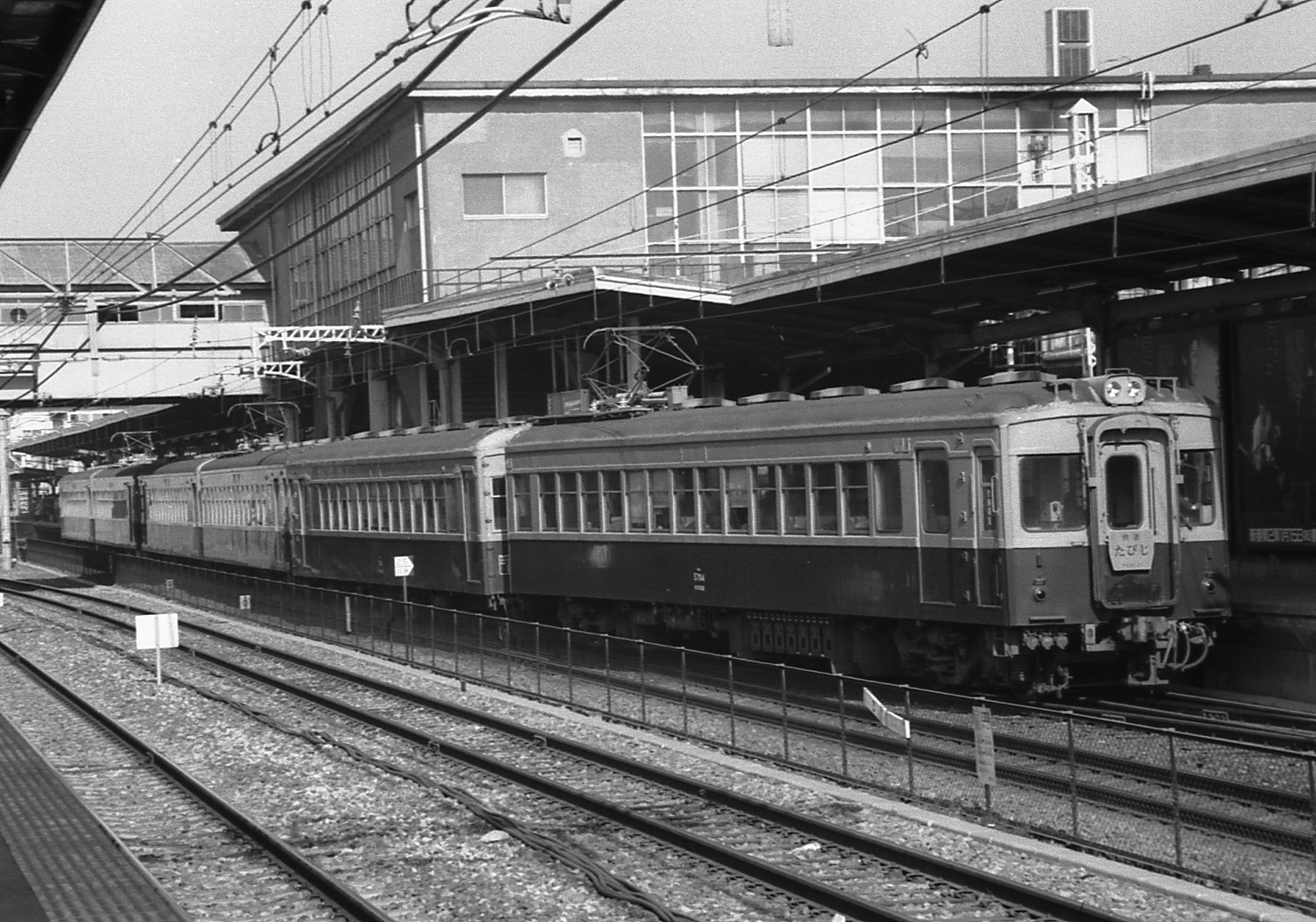
快速「たびじ」で運行された東武5700系
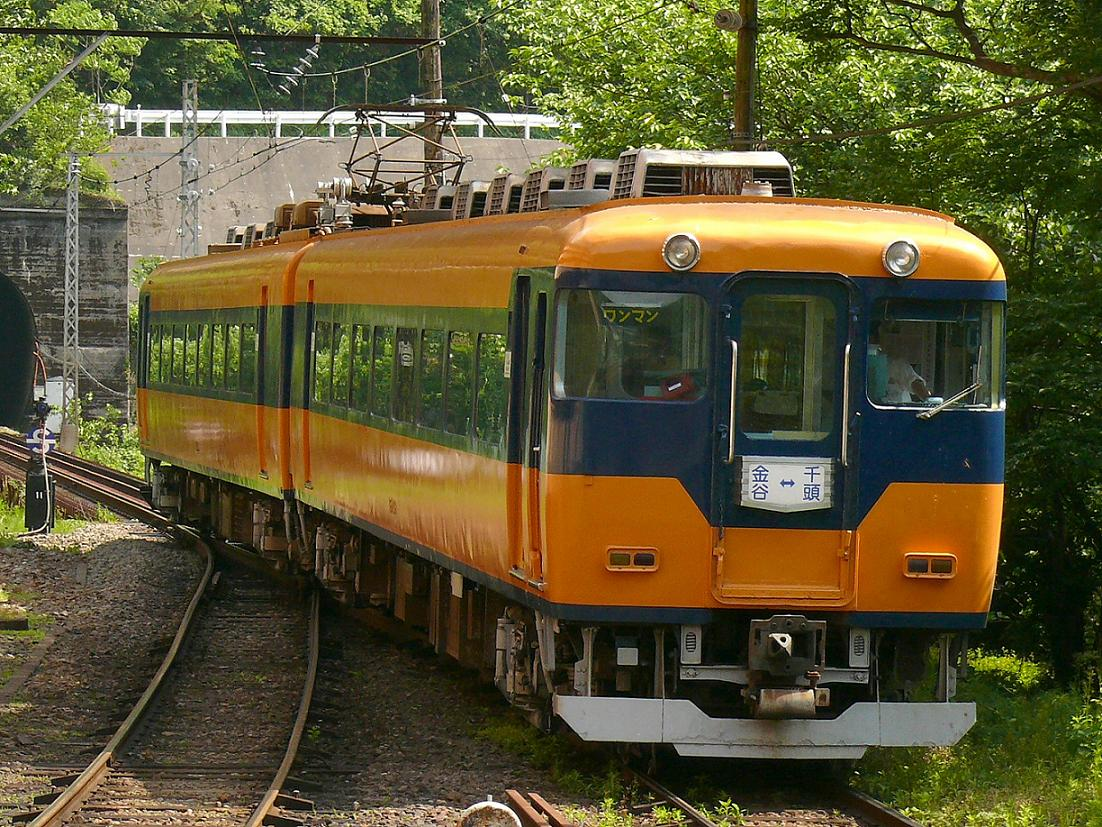
大井川鐵道16000系
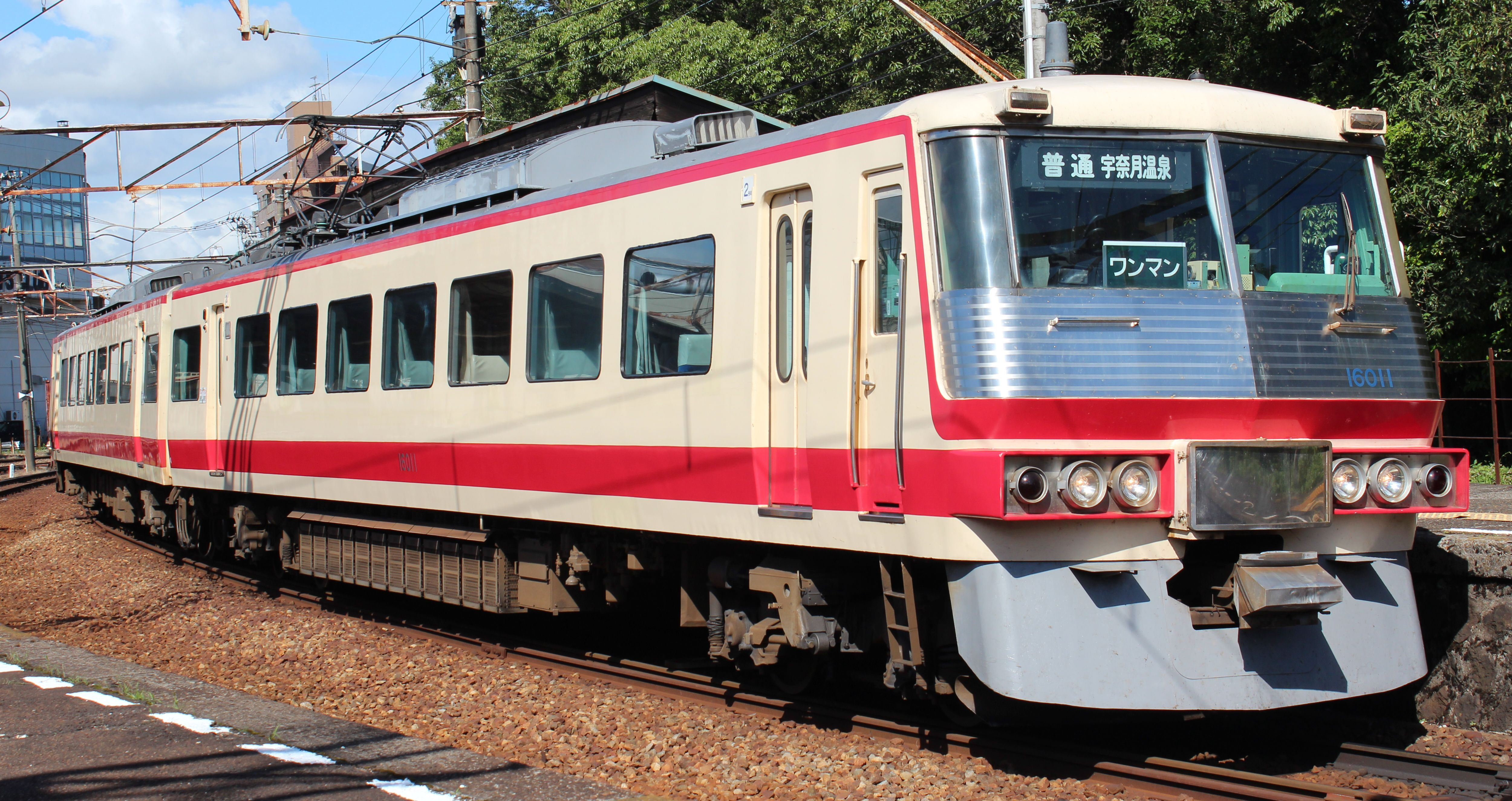
普通列車にも使用される富山地方鉄道16010形